# Couette (literie)
Pour les articles homonymes, voir Couette.

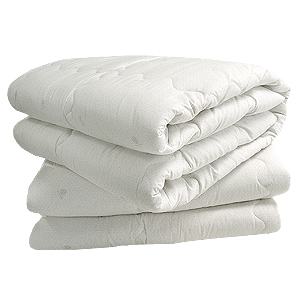
Une couette.

Une couette est un article de literie sous laquelle le dormeur se glisse et qui le tient au chaud pendant le sommeil. Elle est constituée d'une enveloppe de tissu garnie traditionnellement de duvet mais aujourd'hui le plus souvent de fibres synthétiques. Parfois le terme édredon est utilisé, qui signifie « duvet de l'eider », toutefois l'édredon est plus court qu'une couette. Cloisonné par un piquage qui forme des carreaux ou des lignes, cet article textile apportant un confort douillet est recouvert d'une housse amovible en tissu.

## Histoire
Bien que d'origines lointaines, la couette serait apparue plus notablement en Europe du Nord au Moyen Âge, en raison de la tradition qui y avait cours consistant à remettre aux couples de jeunes mariés un sac rempli de duvet : elle servait alors de surmatelas sur lequel on dormait et était recouvert d'un linceul qui à l'origine désigne un tissu en lin. Elle est ensuite devenue un élément important de la literie d'hiver, notamment à la campagne. L'usage de la couette a diminué dans la seconde moitié du XXe siècle en raison du pouvoir allergène des acariens présents dans les duvets animaliers, bien que des études récentes remettent en cause la relation duvet-acarien. L'apparition récente de fibres synthétiques hypoallergéniques a permis de remédier à ce problème.
Au début du XXIe siècle, en France, la couette est devenue le couchage standard, elle a pratiquement remplacé le système drap de dessus-couverture largement répandu après-guerre[réf. nécessaire].
La couette était utilisée comme matelas ; elle adoucissait la rudesse de la paillasse. On dormait « sur » la couette. De nos jours la couette est surtout de fabrication industrielle et il n'existe que très peu de fabricants de couette en France.
La couette est généralement insérée dans une housse en tissu. Alors que la housse en Allemagne se pose directement sur le lit sans être bordée, la housse en France est souvent munie au bas d'un rabat qui permet de la border sous le matelas, et évite ainsi d'avoir les pieds découverts.

## Couette en duvet
La garniture est constituée en majorité de duvet d'oie ou de canard et minoritairement de plumettes. Le volume et l'élasticité des flocons de duvet donnent à la couette son pouvoir d'isolation thermique et sa structure ramifiée permet également de drainer l'humidité générée par la transpiration animale par exemple. La taille plus grande des flocons de duvet d'oie fait que les couettes en duvet d'oie sont plus chaudes et plus légères que le canard. 
Le duvet provient du ventre et du dessous des ailes et sa structure en trois dimensions lui permet d'emmagasiner l'air. Quant aux plumes, elles sont plus lourdes que le duvet et leur forme plate ne leur permet pas d’emmagasiner l’air. À poids égal, le duvet d’un gros oiseau mature remplit plus d’espace (et donc isole davantage) que celui d’un oiseau jeune et petit.  Plus une couette est légère, plus elle contient du duvet et moins elle contient de plumes,.
Le principal obstacle à une bonne isolation thermique est le fait que les flocons ont tendance à se tasser ou à s'amasser dans de petites zones de la couette. Il est possible de remédier à cela en garnissant la couette non pas directement de duvet mais de petites cassettes cousues qui permettent de répartir définitivement le duvet.

## Couette synthétique
La garniture est constituée de fibres synthétiques, généralement du polyester, d'un coût nettement inférieur au duvet d'animal. La fibre synthétique est également plus résistante à l'humidité et aux moisissures et permet d'obtenir un grammage (caractérisant en g/cm2 la qualité de la couette au niveau thermique) plus important. De plus si son enveloppe est en coton serré (percale) et traité la couette synthétique empêche la présence des acariens.
L'utilisation de fibres creuses siliconées permet encore d'augmenter l'isolation thermique et la tenue de la couette. 

## Caractéristiques d'une couette
Les caractéristiques principales d'une couette sont la nature du garnissage et son pouvoir gonflant, la taille, le poids et le grammage en g/cm2, ainsi que la nature de l'enveloppe en tissu.
Il existe en Suisse un label de qualité "Swiss Guaranty VSB" qui garantit un suivi dans la fabrication des couettes en duvet, notamment que le contenu soit constitué uniquement de flocons de duvet et de plumes naturels d’oie ou de canard.